# جاك ويسلي
جاك ويسلي (بالإنجليزية: Jack Wesley)‏ (19 يناير 1908 بشلتنهام في المملكة المتحدة - 1 يناير 1946) هو لاعب كرة قدم بريطاني (وحمل سابقاً جنسية المملكة المتحدة لبريطانيا العظمى وأيرلندا) في مركز الهجوم. لعب مع نادي غيتزهد وA.F.C. St Austell ‏ ونادي برادفورد بارك أفنيو.